# Anime alla deriva
Anime alla deriva è il romanzo di esordio di Richard Mason. Pubblicato nel 1999, all'età di soli 22 anni, ebbe un grandissimo successo e fu tradotto in 22 lingue.
Un romanzo appassionante, che parte dalla fine per ripercorrere dall'inizio le tappe della vita del protagonista, tra amore e mistero.

## Trama
La storia è narrata in prima persona da James Farrell. È il James Farrell settantenne, reo di uxoricidio, che ci guida nella sua storia di cinquant'anni prima, alla ricerca di un senso, di una spiegazione al suo estremo crimine. 

Il doloroso percorso dei ricordi lo porta a rivivere la sua passione per Ella Harcourt, conosciuta per caso a poco più di vent'anni, un'età in cui, alla prima esperienza d'amore, non era in grado di capire e governare una entità più grande di quanto potesse pensare: la tragica eredità di una famiglia dalla storia tormentata, nata nel castello di Seton, in Cornovaglia, e di cui Ella e sua cugina Sarah sono le protagoniste. 
 "La ricordo in treno. Ricordo la lana verde sul suo maglione contro la sua pelle color crema; l'onda dei capelli appena lavati; il profumo del suo sapone, Ecco Ella senza belletti: non la figuretta decadente del parco, non l'elegante invitata alla festa di Camilla, e neanche la bambola artificiale del ricevimento della matrigna. Ella Harcourt era una donna dalle mille sfaccettature; possedeva una sua malleabilità estetica che ho trovato soltanto in lei, eppure di donne ne ho conosciute in settant'anni"."
Una storia fatta di gelosia e di inganni, in cui James si troverà suo malgrado coinvolto, che lo porteranno a perdere l'amore, a rendersi responsabile della morte di un amico, e alla fine a compiere un omicidio. 

Tutto il romanzo è una riflessione sulla colpa e sul castigo, su quanto sentimenti forti, non governati forse a causa dell'inesperienza della giovinezza, portano all'inganno e all'autoinganno, alla sofferenza, inflitta e autoinflitta, e infine alla morte.

## Personaggi
- James Farrell
- Ella Harcourt
- Eric Vaugirard
- Sarah Harcourt
- Camilla Boardman
- Regina Boardman

## Critica
- "Mia moglie si è sparata ieri pomeriggio. O almeno questo è quanto ritiene la polizia, e io interpreto la parte del vedovo affranto con entusiasmo e successo. ... Sono stato io a ucciderla"[2]. Con un incipit tanto ambiguo, seguito poi da trecento pagine di spiegazioni, il romanzo d'esordio di Richard Mason usa la voce irresistibile del narratore, James Farrell, per attirare il lettore nel vortice emotivo della storia. Comprendiamo subito che il suo lungo matrimonio con Sarah Harcourt non era un vero affare di cuore per James. Il suo amore per la cugina di lei, Ella, è la sostanza della narrazione che, con abili flashback evoca la passione ossessiva del primo amore, alludendo continuamente al peccato e al senso di colpa che sono la chiave dominante del racconto. Mason è molto sicuro di sé per essere uno scrittore così giovane, ma non si è posto un obiettivo molto elevato. Questo è essenzialmente un racconto romantico, nello stile di Daphne du Maurier, di cui riproduce i toni elegiaci e il succedersi di eventi portentosi che aiutano lentamente a svelare il segreto di questo genere così seducente. Anche se Mason fornisce interessanti svolte nella trama, la suspense è impacciata da una ricerca psicologica convenzionale e troppo ripetitiva. Le considerazioni sulla repressione emotiva delle classi privilegiate dell'impero Britannico avvisano il lettore della mancanza di maturità del protagonista, ma la sua continua pretesa di essere naïf e innocente, finisce per rivelarsi poco credibile. Eppure c'è un vasto pubblico per una storia romantica come questa, soprattutto quando è raccontata in prosa colta e lucida. Inoltre il fotogenico Mason (e il suo accento di Oxford) dovrebbero fare colpo nei talk show. Publishers Weekly
- "Anime alla deriva" è il racconto di un uomo che ha una passione ossessiva per una ragazza, ma rimane cieco all'amore omosessuale di un amico. Il messaggio sembra essere arrivato a destinazione. Da cinque anni l'autore fa coppia fissa con un suo studente, cui è molto grato di aver nutrito il suo delicato ego di scrittore. Anche se non sempre ben accolto dalla critica, "Anime alla deriva" ha venduto cinque milioni di copie in 120 Paesi, trasformando, a 19 anni, Richard Mason nel più pubblicizzato giovane romanziere inglese, e per sua stessa ammissione, il suo successo letterario in un incubo". Cassandra Jardine, The Daily Telegraph
- "Anime alla deriva" - ha dichiarato Mason - è il suo tentativo di raccontare la storia della vita di un uomo a ritroso. Il protagonista è ottantenne (o giù di lì) e lo incontriamo quando ha appena ucciso la moglie. Mascherando da suicidio l'omicidio premeditato. La questione è, naturalmente, perché l'ha uccisa? e il libro ne è la spiegazione. ... Mason, che era ventenne mentre scriveva, ha raccontato la storia di un protagonista che ha la sua età, attraverso il filtro della vecchiaia. ...L'azione del libro è interamente focalizzata sui primi anni dell'uomo e la sua storia d'amore infelice con Ella Harcourt, cugina della moglie defunta. È la storia di un giovane uomo, delle sue emozioni e della sua prospettiva di vita. Pur essendo molto intrigante ... ci sono momenti in cui si nota che il dialogo è piuttosto sciatto". BOOK DOG | THOMAS QUINN
- "Sicuramente convincente sotto il versante narrativo, seducente sul fronte della scrittura, il romanzo d'esordio di Richard Mason ha diviso la critica per le sue latenti caratteristiche da soap opera letteraria. Senza dubbio un po' di verve in più e meno pedanterie formalistiche avrebbero reso Anime alla deriva maggiormente intrigante e scorrevole: si tratta in ogni caso di un'opera che si fa leggere e che, pagina dopo pagina, finisce inevitabilmente per assoggettare la curiosità del lettore". di Paolo Boschi
- "Ci voleva un giovane autore di buon carattere, di buona lingua e di buoni sentimenti, per farci capire che forse la gente ha voglia di ripensare ai grandi temi della vita, l'amore puro e quello colpevole, il peccato e il perdono, la vendetta e la giustizia, la colpa e l'espiazione". Natalia Aspesi, «la Repubblica»

## Edizioni
- Richard Mason, Anime alla deriva, traduzione di Stefania Bertola, collana Supercoralli, Einaudi, 2000,  pp. 332.